# معاملة المثليين في سيارا
يتمتع الاشخاص المثليون والمثليات ومزدوجو التوجه الجنسي والمتحولون جنسياً (اختصاراً: مجتمع الميم) في الولاية البرازيلية سيارا بالحقوق القانونية ذاتها التي يتمتع بها غيرهم من المغايرين جنسيا.

## الاعتراف القانوني بالعلاقات المثلية
في 7 مارس 2013، قضى المدعي العام لولاية سيارا، فرانسيسكو ساليس نيتو، في القرار 02/2013 بأن جميع كتاب العدل ملزمون بعقد زواج المثليين. دخل القرار حيز التنفيذ في 15 مارس 2013.